# Línea 2 del Metro de São Paulo
La Línea 2 - Verde es una de las seis líneas que conforman el Metro de São Paulo, en Brasil, y una de las trece líneas que conforman la Red Metropolitana de Transporte de São Paulo. Está constituida por el tramo comprendido entre las estaciones Vila Madalena y Vila Prudente. La línea también es conocida como Línea Paulista, por recorrer gran parte de la Avenida Paulista, uno de los centros financieros más importantes de São Paulo. Más allá de ser llamada Línea 2, esta fue la tercera en ser construida — la segunda, en realidad, fue la Línea 3 - Roja.

## Histórico
El primer tramo de la Línea 2, llamada inicialmente Línea Paulista, fue construido con el método NATM y exigió adaptaciones a causa de la complejidad de diversos tramos que atraviesa. Una de ellas fue en dos edificios en la esquina de las calles Paraíso y Maestro Cardim, que tuvieron sus cimientos modificados, con partes de los edificios quedando suspendidas por placas de concreto y acero, sin que sus habitantes lo percibieran. La línea pasa además debajo de la torre de la TV Cultura, ubicada en la Avenida Doutor Arnaldo, en Sumaré, lo que exigió en el momento de la construcción de la línea un análisis del proyecto de la antena, que llevó a adaptaciones en la planta del túnel. Como los cimientos de la torre tenían mayor profundidad que por donde pasaría el túnel, sus astas de acero fueron alejadas, y las mismas quedaron "abrazando" el túnel.
La línea fue inaugurada el 25 de enero de 1991, contando en aquel momento con 2,9 kilómetros de extensión y cuatro estaciones. Con esta línea el metro pasó a abarcar uno de los más importantes ejes del centro expandido de São Paulo, con grandes concentraciones de instituciones financieras, hospitales, escuelas, hoteles, consulados, secretarías de Estado, emisoras de radio y televisión, teatros y museos.
Al año siguiente fueron inauguradas las estaciones Ana Rosa y Clínicas, ampliando a 4,7 km. En 1998 dos nuevas estaciones (Vila Madalena y Sumaré) fueron finalizadas, incrementando 2,3 kilómetros más el tramo. El 30 de marzo de 2006 el entonces gobernador Geraldo Alckmin en su último día de gobierno inauguró la Estación Santos-Imigrantes. Poco después, el 9 de mayo de 2006, se dio la inauguración de la Estación Chácara Klabin por el exgobernador Cláudio Lembo, completando así el tramo de 2,9 km entre Ana Rosa y Santos-Imigrantes, quedando la línea con 9,9 kilómetros de extensión total.
El 30 de junio de 2007 el gobernador José Serra inauguró la Estación Alto do Ipiranga, ubicada en la confluencia de la Av. Dr. Gentil de Moura con la calle Visconde de Pirajá, llevando la red metro viaria paulistana a 61 km, con una previsión de demanda de pasajeros en la Línea 2 de 370 mil personas por día. El mismo José Serra había publicado un decreto el 9 de mayo de 2007 para el inicio de las desapropiaciones y la autorización para extender la línea hasta Vila Prudente, con las respectivas estaciones Sacomã, Tamanduateí y Vila Prudente. De acuerdo todavía con el proyecto de expansión, la línea tendrá su primer patio de trenes, que será construido donde hoy se encuentran las ruinas de la fábrica Vemag. Actualmente, la línea conecta la región de la Subprefectura de Pinheiros con la región de la Subprefectura de Ipiranga.

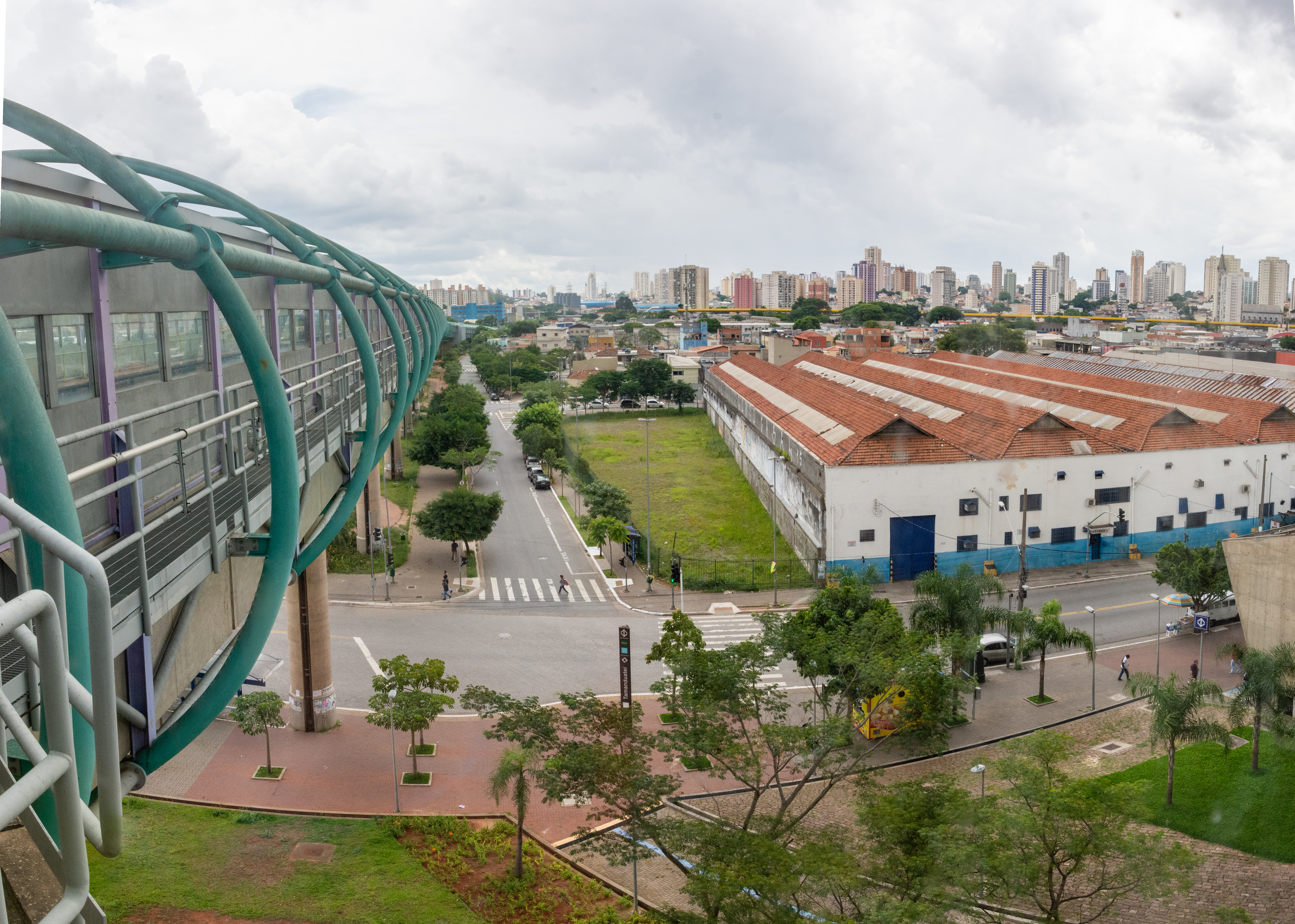
La estructura tubular y las barreras acústicas son visibles en tramo elevado de la Línea 2.

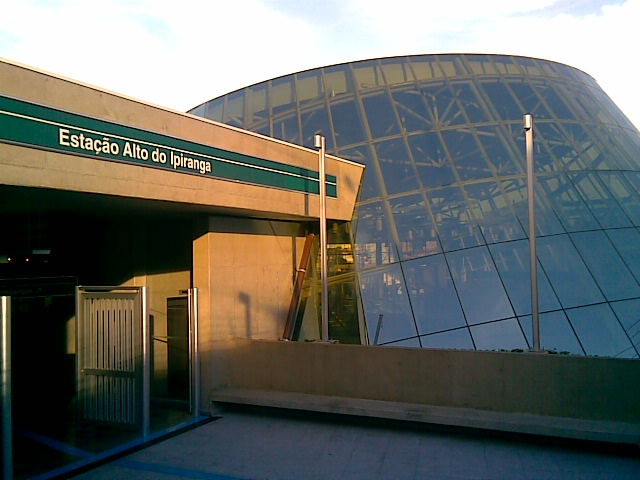
Estación Alto do Ipiranga.

El 10 de mayo de 2007, durante la visita del papa Benedicto XVI a la ciudad de São Paulo, la Línea 2 sufrió la mayor demanda de su historia hasta entonces, con el transporte de 370 226 pasajeros. Ya para el fin de semana 17 y 18 de mayo de 2008 la Línea 2 tuvo su operación comercial interrumpida en el tramo entre las estaciones Clínicas y Consolação para que la máquina Shield (el popular "tatú") pasara siete metros por debajo del nivel de su túnel para la continuidad de las obras de la Línea 4-Amarilla. El actual récord de personas transportadas por la línea fue obtenido el 7 de mayo de 2008, con 428 056 pasajeros.

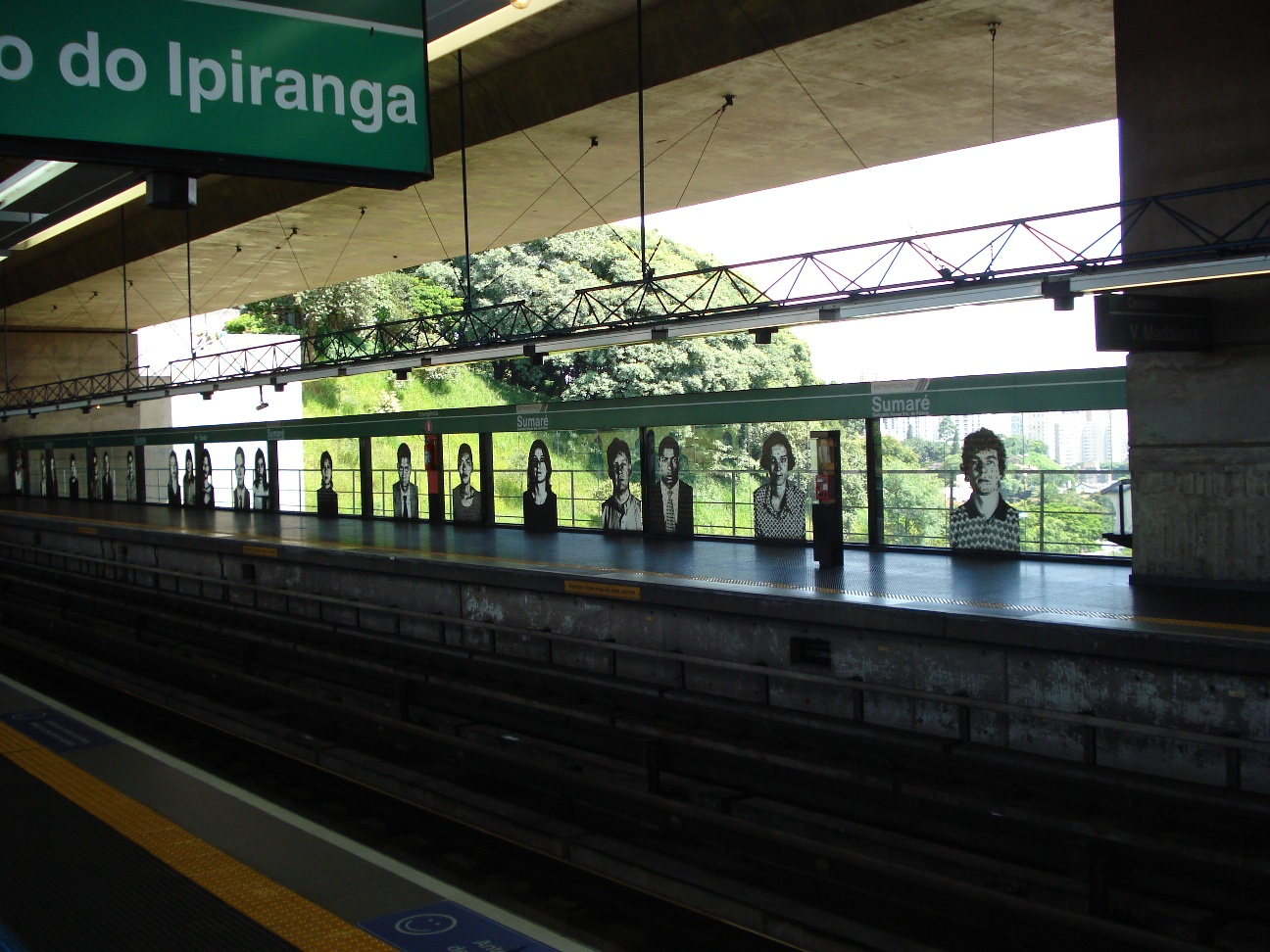
Plataforma de la Estación Santuário Nossa Senhora de Fátima-Sumaré

El 28 de marzo de 2009 entró en operación el primero de los dieciséis nuevos trenes a ser entrados hasta la inauguración del tramo Sacomã - Vila Prudente. El 10 de enero de 2010 la Estación Sacomã fue abierta al público, inicialmente en operación asistida, desde las 10:30 a las 15:00 horas y, posteriormente, a partir del día 22, desde las 10 a las 16 horas. Dicha estación inauguró sus operaciones asistidas, siendo la primera estación en Latinoamérica en contar con puertas en las plataformas y bloqueos de acceso a la estación con puertas de vidrio, sustituyendo los tradicionales molinetes de acero. Finalmente, el día 30 del mismo mes, fue abierta totalmente al público. Más allá de que las obras de extensión de la Línea 2 han sido las únicas en recibir la totalidad del presupuesto previsto para el 2009, el cronograma igualmente se atrasó — la inauguración de las estaciones Tamanduateí y Vila Prudente, inicialmente previstas para marzo de 2010, fueron adelantadas para junio, pero luego pasó a no tener una fecha definida.

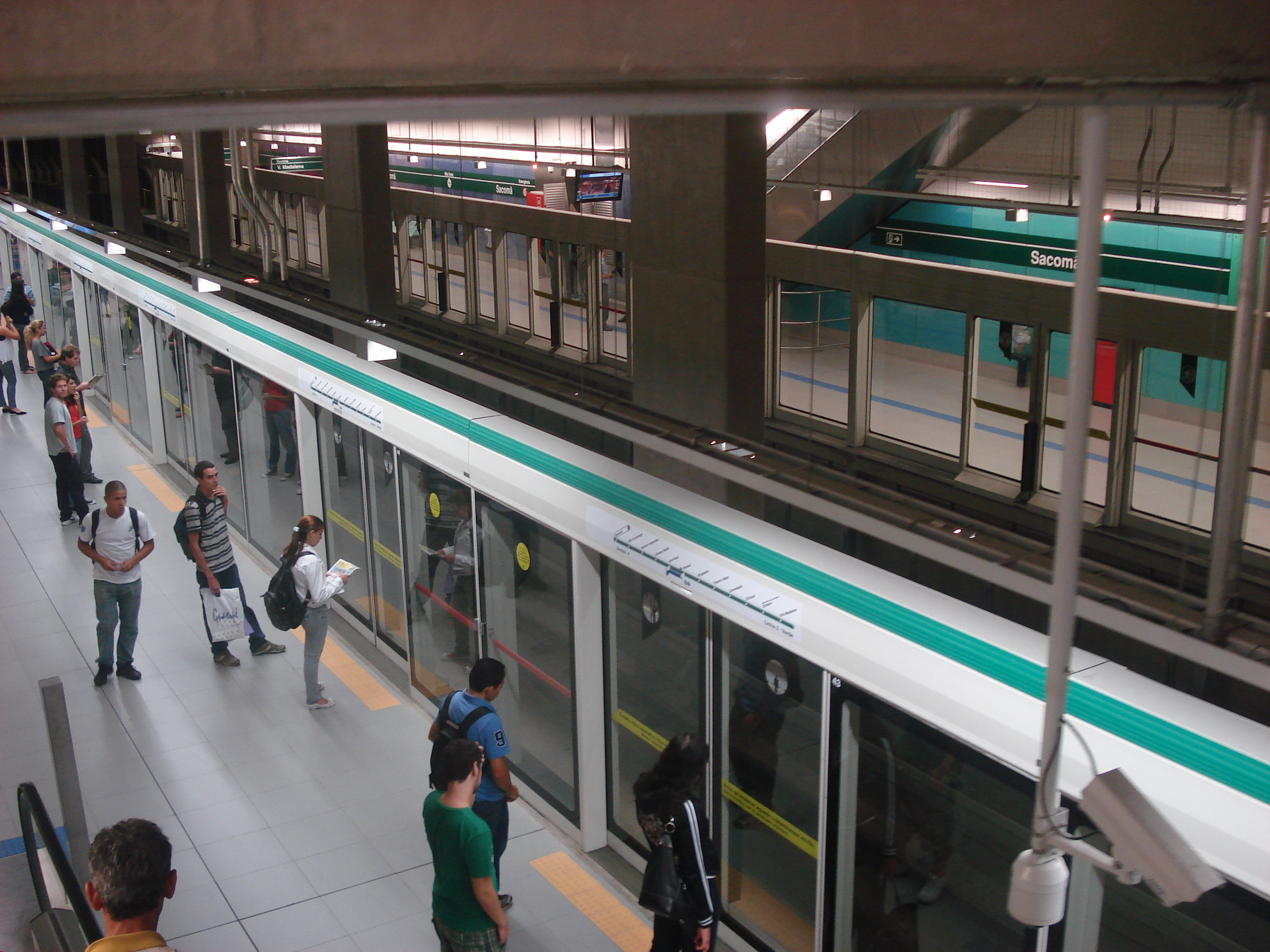
Estación Sacomã y sus modernidades tecnológicas.

### Cronología
- 30 de noviembre de 1987: Inicio de las obras de la Línea 2-Verde (tramo Paulista) entre las estaciones Ana Rosa y Clínicas.
- 25 de enero de 1991: Inauguración del tramo Paraíso ↔ Consolação.
- 12 de setiembre de 1992: Inauguración de las estaciones Clínicas y Ana Rosa.
- 21 de noviembre de 1998: Inauguración de las estaciones Sumaré y Vila Madalena.
- 30 de marzo de 2006: Inauguración de la Estación Santos-Imigrantes.
- 9 de mayo de 2006: Inauguración de la Estación Chácara Klabin.
- 30 de junio de 2007: Inauguración de la Estación Alto do Ipiranga.
- 10 de enero de 2010: Inicio de las operaciones asistidas de la Estación Sacomã.[4]
- 30 de enero de 2010: Inauguración oficial de la Estación Sacomã.[5]
- 21 de agosto de 2010: Inauguración de la Estación Vila Prudente.[6]

## Características

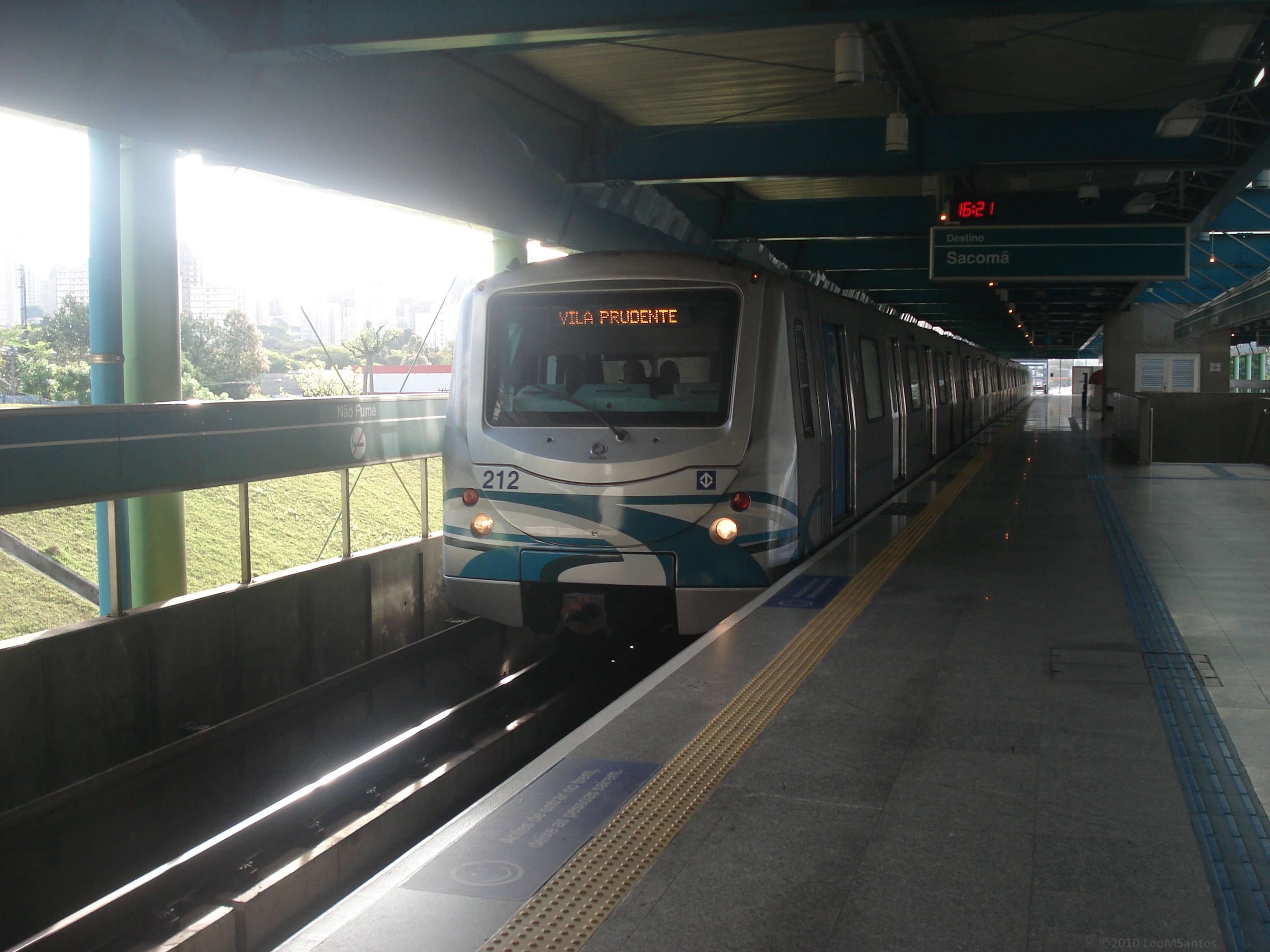
Tren G llegando a la Estación Santos-Imigrantes.

La Línea 2 es la tercera línea del Metro de São Paulo en recibir mayor cantidad de pasajeros: son 750 mil pasajeros por día. Entre marzo de 2009 y marzo de 2010 la media de pasajeros transportados por día en la línea aumentó de 416,4 mil para 472,1 mil, a causa de una restricción de la prefectura para la circulación de buses alquilados en el centro expandido de la ciudad y por la inauguración de la Estación Sacomã.

### Estaciones
La estación Santos-Imigrantes está semielevada, con estructuras de concreto y metal que sostienen el techo de la estación. La estación Santuário Nossa Senhora de Fátima-Sumaré está elevada y situada sobre un valle (sobre el Viaducto Doctor Arnaldo), siendo las dos extremidades subterráneas. Todas las demás estaciones son subterráneas. Las estaciones Trianon-Masp, Consolação, Brigadeiro, Ana Rosa, Chácara Klabin y Santos-Imigrantes están compuestas de plataformas centrales. Las demás tienen solo plataformas laterales.
La estación Tamanduateí es elevada, con estructuras de concreto mezclado con metal, sosteniendo el techo en forma de arco. La línea además tiene integración con la Línea 15-Plata.
| Sigla | Estación                                               | Integración                                                                  | Plataformas         | Posición    | N.º de embarques diarios         | Distrito                                                                      |
| ----- | ------------------------------------------------------ | ---------------------------------------------------------------------------- | ------------------- | ----------- | -------------------------------- | ----------------------------------------------------------------------------- |
| VMD   | Vila Madalena                                          | Ponte Orca con la Estación Cidade Universitária (CPTM) de la Línea 9 de CPTM | Laterales           | Subterránea | 31000                            | Entre los distritos de Perdizes (hacia el norte) y Alto de Pinheiros (al sur) |
| SUM   | Santuário Nossa Senhora de Fátima - Sumaré (ex Sumaré) |                                                                              | Laterales           | Semielevada | 12000                            | Entre los distritos de Perdizes (hacia el norte) y Alto de Pinheiros (al sur) |
| CLI   | Clínicas                                               |                                                                              | Laterales           | Subterránea | 33000                            | Entre los distritos de Consolação (al norte) y Jardim Paulista (al sur)       |
| CNS   | Consolação                                             | Línea 4 - Amarilla (Estación Paulista)                                       | Central             | Subterránea | 58000                            | Entre los distritos de Consolação (al norte) y Jardim Paulista (al sur)       |
| TRI   | Trianon-Masp                                           |                                                                              | Central             | Subterránea | 40000                            | Entre los distritos de Bela Vista (al norte) y Jardim Paulista (al sur)       |
| BGD   | Brigadeiro                                             |                                                                              | Central             | Subterránea | 43000                            | Entre los distritos de Bela Vista (al norte) y Vila Mariana (al sur)          |
| PSO   | Paraíso                                                | Línea 1 - Azul                                                               | Laterales y Central | Subterránea | 6000 (solamente Línea 2 - Verde) | Vila Mariana                                                                  |
| ANR   | Ana Rosa                                               | Línea 1 - Azul                                                               | Central             | Subterránea | 6000 (solamente Línea 2 - Verde) | Vila Mariana                                                                  |
| CKB   | Chácara Klabin                                         | Línea 5 - Lila                                                               | Central             | Subterránea | 5000                             | Vila Mariana                                                                  |
| IMG   | Santos-Imigrantes (ex Imigrantes)                      |                                                                              | Central             | Semielevada | 13000                            | Cursino                                                                       |
| AIP   | Alto do Ipiranga                                       |                                                                              | Laterales           | Subterránea | 26000                            | Ipiranga                                                                      |
| SAC   | Sacomã                                                 | Expresso Tiradentes y Terminal Sacomã                                        | Laterais            | Subterránea | N/D                              | Ipiranga                                                                      |
| TMD   | Tamanduateí                                            | Línea 10 de CPTM                                                             | Laterales           | Elevada     | N/D                              | Entre los distritos de Ipiranga (al oeste) y Vila Prudente (al este)          |
| VPT   | Vila Prudente                                          | Terminal Vila Prudente, Línea 15 - Plata                                     | Laterales           | Subterránea | N/D                              | Vila Prudente                                                                 |

## Parque vehicular

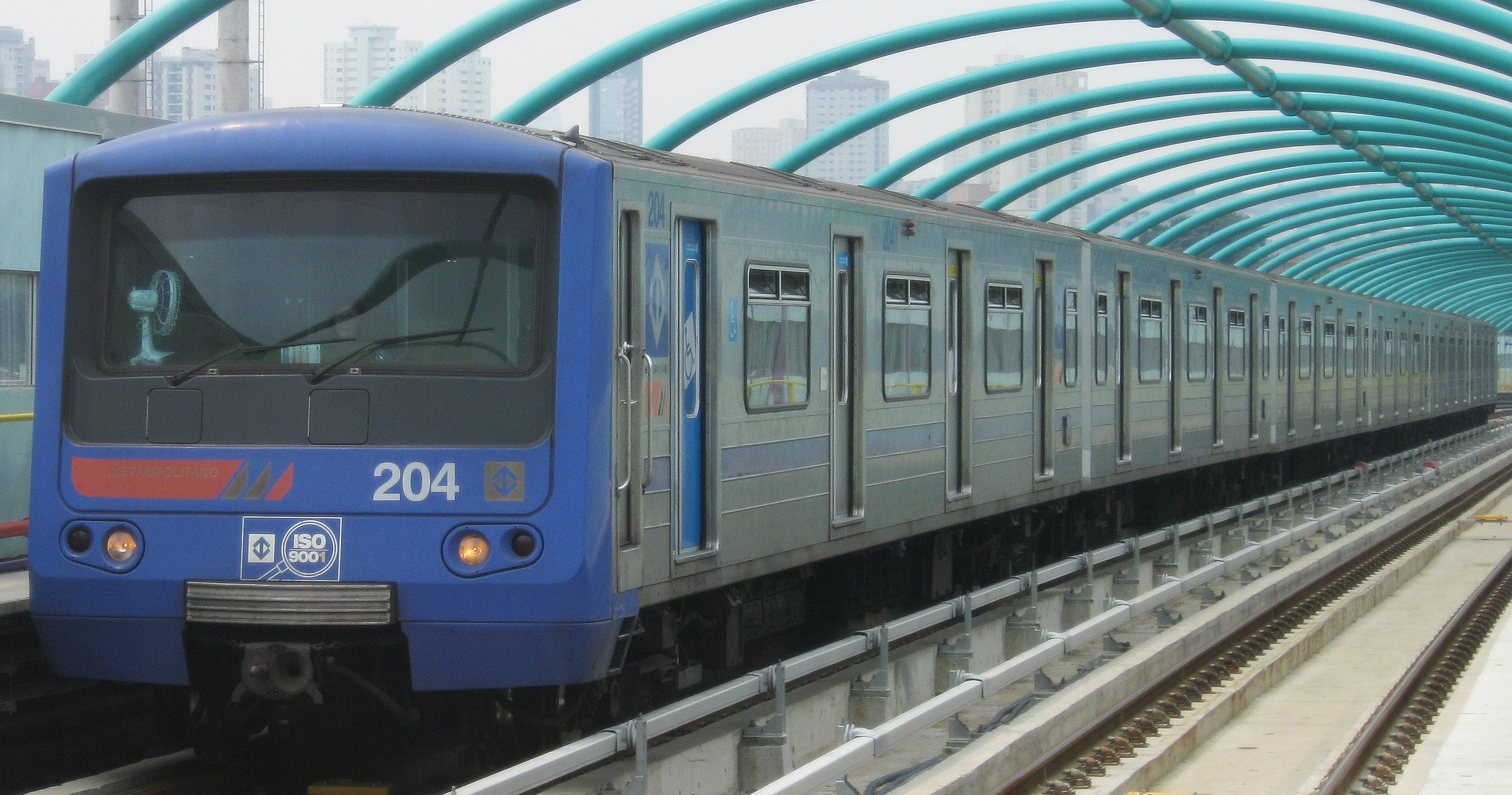
Tren E (Alstom Milenio) cerca de la estación Tamanduateí.

Cuando se inauguró en 1991, la Línea 2 usaba algunos de los trenes A y D que hasta entonces operaban en las Líneas 1 y 3, inauguradas en 1974 y 1979 respectivamente. A finales de los 90, se compraron los trenes E y estos se concentraron en la Línea 2. En 2008, los nuevos trenes G iniciaron su operación en dicha línea. Una nueva flota, llamada Flota R, está en proceso de fabricación para atender la demanda de la expansión de la línea, que llegará a la estación Penha el 2028 y Dutra el 2030.

## Obras, proyectos y estudios

### Vila Prudente ↔ Cidade Tiradentes
Fue estudiada la implantación de un sistema de monorriel semejante al de Tokio. En mayo de 2009 una comisión conjunta de la Prefectura y del estado de São Paulo visitó este sistema.
El 6 de noviembre de 2009 fue abierta la licitación internacional proponiendo la construcción del sistema de monorriel y dichas obras fueron iniciadas el 23 de noviembre de 2009, en el tramo Vila Prudente ↔ Oratório. Según el Metro, el sistema contará con 23,8 km de extensión entre la Estación Vila Prudente y Cidade Tiradentes, 17 estaciones (Oratório, São Lucas, Vila Tolstoi, Vila União, Jardim Planalto, Sapopemba, Fazenda da Juta, São Mateus, Jardim Colonial, Iguatemi, Jaquiriça, Bento Guelf, Érico Semer, Márcio Beck y Cidade Tiradentes) y 54 trenes , cada uno con capacidad para el transporte de 1000 pasajeros. Según un estudio, la línea transportaría cerca de 510 mil pasajeros por día.
El proyecto se transformó en la Línea 15 - Plata, inaugurada el 2014.

### Vila Madalena ↔ Cerro Corá
Está en estudios la expansión de la línea en 2,9 kilómetros desde la Estación Vila Madalena hasta la Avenida Cerro Corá, en el barrio de Lapa.

## Galería
|                                      |                                     |                                          |                                                                           |
|                                      |                                     |                                          |                                                                           |
| Letrero de la Estación Vila Madalena | Entrada de la Estación Trianon-Masp | Plataforma de la Estación Chácara Klabin | Molinetes originales y acceso a la plataforma de la Estación Trianon-Masp |

|                                      |                   |                                                     |
|                                      |                   |                                                     |
| Plataforma de la Estación Brigadeiro | Estación Clínicas | Tren Budd-Mafersa llegando a la Estación Consolação |